# 托比·潘迪
托比·潘迪（英語：Toby Penty，1992年8月12日—），英格蘭男子羽毛球運動員。

## 簡歷
2012年8月，托比·潘迪出戰波蘭羽毛球公開賽，在决赛中以0比2 （10-21、8-21）不敌赛会5号种子、苏格兰的基兰·梅里利斯。同年10月，他出戰瑞士羽毛球國際賽，在决赛中以1比2 （14-21、22-20、18-21）不敌赛会3号种子、德国的迪特尔·杜马克。
2013年8月，托比·潘迪參加中國廣州舉行的世界羽毛球錦標賽，出戰男子單打項目，首圈以2-0擊敗美國選手晉級，但在第二圈就以0比2（14-21、11-21）不敵11號種子、德國的马克·茨维布勒出局。
2014年11月，托比·潘迪出戰威爾斯羽毛球國際賽，在决赛中以0比2 （15-21、10-21）不敌苏格兰的基兰·梅里利斯。
2015年1月，托比·潘迪出戰愛沙尼亞羽毛球國際賽，在决赛中以0比2 （16-21、16-21）不敌芬兰的安东·凯斯提。同年4月，他出戰希臘羽毛球國際賽，在决赛中以1比2 （19-21、21-19、19-21）不敌赛会3号种子、德国的法比安·罗斯。8月，托比·潘迪參加印尼雅加達舉行的世界羽毛球錦標賽，出戰男子單打項目。他在首圈以2-1力克法國選手布里斯·利弗德斯晉級，但在第二圈就以1比2（16-21、21-19、13-21）不敵8號種子、中國的王睁茗出局。

### 國際賽首冠
2017年1月，潘迪先是在愛沙尼亞羽毛球國際賽獲亞，隔周在於瑞典羽毛球國際賽擊敗印尼對手獲得國際賽首冠。8月，潘迪參加蘇格蘭格拉斯哥舉行的世界羽毛球錦標賽，出戰男子單打項目，首圈就以1比2（13-21、21-10、14-21）不敵6號種子、中華台北的周天成出局。9月，他在哈爾科夫羽毛球國際賽决赛中以2比0 （21-17、21-13）击败了赛会3号种子、香港新秀李卓耀，赢得了第二个国际赛的冠军。年尾11月，他在蘇格蘭羽毛球大獎賽决赛中以2比0 （21-14、24-22）击败赛会16号种子、法国的卢卡斯·科维，首次赢得大奖赛的男单冠军。
2018年4月，托比·潘迪出戰荷蘭羽毛球國際賽，在準决赛中以1比2 （21-16、17-21、22-24）不敌波兰的阿德里安·齐奥尔科。接着5月，他出戰斯洛文尼亞羽毛球國際賽，在决赛中以2比0 （21-18、21-18）战胜了赛会头号种子、西班牙的巴勃罗·阿维安。
2018年底，托比·潘迪開始受脫毛症所苦，他自從11月的一次剪髮之後發現頭部出現禿斑，最後幾乎全身毛髮都脫落；由於疾病使外貌產生巨大變化，使潘迪心理受到打擊，甚至考慮退役，直到接受心理治療後才能逐漸好轉。隨著老將拉吉夫·歐斯夫在2019年世界羽毛球錦標賽後退役，潘迪成為英格蘭乃至英國的頭號男單，之後曾代表英國參加東京奧運羽毛球比賽的男子單打項目及2022年大英國協運動會羽球比賽。

### 退役
2022年9月6日，托比·潘迪表示已經完成自己想做的事情，希望在日後擔任教練，以及完成心理學學業，正式宣布退役。

## 主要比賽成績
只列出曾進入準決賽的國際賽事成績：
| 年份   | 賽事                       | 公開賽級別 | 項目     | 成績   |
| ------ | -------------------------- | ---------- | -------- | ------ |
| 2012年 | 波蘭羽毛球公開賽           | 國際系列賽 | 男子單打 | 亞軍   |
| 2012年 | 瑞士羽毛球國際賽           | 國際挑戰賽 | 男子單打 | 亞軍   |
| 2012年 | 威爾斯羽毛球國際賽         | 國際挑戰賽 | 男子單打 | 準決賽 |
| 2014年 | 歐洲男子羽毛球團體錦標賽   | 其他       | 男子團體 | 亞軍   |
| 2014年 | 威爾斯羽毛球國際賽         | 國際挑戰賽 | 男子單打 | 亞軍   |
| 2015年 | 愛沙尼亞羽毛球國際賽       | 國際系列賽 | 男子單打 | 亞軍   |
| 2015年 | 歐洲羽毛球混合團體錦標賽   | 其他       | 混合團體 | 亞軍   |
| 2015年 | 希臘羽毛球國際賽           | 國際系列賽 | 男子單打 | 亞軍   |
| 2016年 | 歐洲男子羽毛球團體錦標賽   | 其他       | 男子團體 | 季軍   |
| 2017年 | 愛沙尼亞羽毛球國際賽       | 國際系列賽 | 男子單打 | 亞軍   |
| 2017年 | 瑞典羽毛球國際賽           | 國際系列賽 | 男子單打 | 冠軍   |
| 2017年 | 歐洲羽毛球混合團體錦標賽   | 其他       | 混合團體 | 季軍   |
| 2017年 | 波蘭羽毛球公開賽           | 國際挑戰賽 | 男子單打 | 準決賽 |
| 2017年 | 哈爾科夫羽毛球國際賽       | 國際挑戰賽 | 男子單打 | 冠軍   |
| 2017年 | 匈牙利羽毛球國際賽         | 國際系列賽 | 男子單打 | 準決賽 |
| 2017年 | 蘇格蘭羽毛球大獎賽         | 大獎賽     | 男子單打 | 冠軍   |
| 2018年 | 歐洲羽毛球男女子團體錦標賽 | 其他       | 男子團體 | 亞軍   |
| 2018年 | 荷蘭羽毛球國際賽           | 國際系列賽 | 男子單打 | 準決賽 |
| 2018年 | 斯洛文尼亞羽毛球國際賽     | 國際系列賽 | 男子單打 | 冠軍   |
| 2018年 | 西班牙羽毛球大師賽         | 超級300賽  | 男子單打 | 準決賽 |
| 2018年 | 比利時羽毛球國際賽         | 國際挑戰賽 | 男子單打 | 冠軍   |
| 2019年 | 西班牙羽毛球國際賽         | 國際挑戰賽 | 男子單打 | 亞軍   |
| 2019年 | 哈爾科夫羽毛球國際賽       | 國際挑戰賽 | 男子單打 | 準決賽 |
| 2019年 | 薩洛盧羽毛球公開賽         | 超級300賽  | 男子單打 | 準決賽 |
| 2024年 | 歐洲羽毛球男女子團體錦標賽 | 其他       | 男子團體 | 季軍   |

| 2007-2017年 | 首要超級賽 | 超級賽 | 黃金大獎賽 | 大獎賽 | 國際挑戰賽 | 國際系列賽 | 未來系列賽 | 其他 |

| 2018-2026年 | 總決賽 | 超級1000賽 | 超級750賽 | 超級500賽 | 超級300賽 | 超級100賽 | 國際挑戰賽 | 國際系列賽 | 未來系列賽 | 其他 |

### 奧運會和世錦賽參賽紀錄
|          | 2011 | 2012 | 2013 | 2014 | 2015 | 2016 | 2017 | 2018 | 2019 | 2020 | 2021 | 2022 |
| -------- | ---- | ---- | ---- | ---- | ---- | ---- | ---- | ---- | ---- | ---- | ---- | ---- |
| 男子單打 | 32強 | －   | 32強 | －   | 32強 | －   | 64強 | 64強 | 32強 | 16強 | 32強 | 64强 |